# Marlyse Pietri
Marlyse Pietri (* 17. November 1940 in Lausanne als Marlyse Bachmann) ist eine Schweizer Verlegerin.

## Leben
Pietri wuchs in Orbe in einer Familie von Darbysten auf. Mit 15 Jahren verliess sie ihr Elternhaus, um zu reisen und im Ausland zu arbeiten. Mit 16 verbrachte sie ein Jahr in Hannover, später hielt sie sich länger in England auf. Zwischen 18 und 20 lebte sie während zwei Jahren in Los Angeles und bereiste während einigen Monaten Mexiko. Zurück in der Schweiz, erwarb sie sich an der Universität Genf das Diplom als Übersetzerin und Dolmetscherin und studierte anschliessend Wirtschaftsgeschichte an derselben Institution. 1970 schloss sie das Studium mit einer Lizentiatsarbeit über Genfer Streikbewegungen zwischen 1885 und 1902 ab. Von 1969 bis 1974 war sie Assistentin von Jean-François Bergier im Fach Wirtschaftsgeschichte an der Universität Genf.
1975 gründete sie in Genf den Verlag Éditions Zoé, den sie in der Folge während 36 Jahren leitete (von 1976 bis 1982 mit drei Mitstreiterinnen). Im Geiste der 1968er-Bewegung wurde der ganze Produktionsprozess von der Auswahl des Werks bis zum Druck und zum Binden im Verlag selbst gemacht. Der Schwerpunkt des Verlags lag auf Schweizer Literatur. Pietri verlegte Westschweizer Autorinnen und Autoren (Klassiker und Gegenwartsautoren) und machte durch Übersetzungen deutsch-, italienisch- und romanischsprachige Schweizer Literatur im französischsprachigen Raum bekannt. Aus der Deutschschweizer Literatur setzte sie sich insbesondere für Niklaus Meienberg, Robert Walser, Gerhard Meier, Markus Werner und Matthias Zschokke ein. Sie verlegte auch Sachbücher zur Schweizer Geschichte und zur Frage der Schweizer Identität. Ab 1992 wurden die Bücher der Éditions Zoé auch in Frankreich vertrieben. 2011 übergab Pietri den Verlag an Caroline Couteau.
Von 1985 bis 1992 war sie Stiftungsrätin von Pro Helvetia. Von 1995 bis 2007 war sie Mitglied der Kommission der Schweizerischen Nationalbibliothek.

## Auszeichnungen (Auswahl)
- 1994: Oertli-Preis der Oertli-Stiftung Zürich[12]
- 2001: Chevalier de l’Ordre national du Mérite für «ihren verlegerischen Einsatz für die französische und frankophone Literatur»[13]
- 2008: Medaille Genève reconnaissante der Stadt Genf[5]
- 2017: Preis der Stiftung Dr. J. E. Brandenberger für «ihr lebenslanges Engagement für die Verbreitung der Schweizer Literatur über alle Sprach- und Landesgrenzen hinweg»[6]

## Veröffentlichungen
- Une aventure éditoriale dans les marges. Éditions Zoé, Genève 2000, ISBN 2-88182-390-4.